# 前田 (浦添市)
前田（まえだ）は、沖縄県浦添市の地名。前田一丁目から四丁目及び字前田が設置されている。行政区別住民登録人口集計表による2007年7月31日現在の人口7,588人（男：3,778人・女：3,810人）、世帯数は2,714世帯。郵便番号は901-2102。

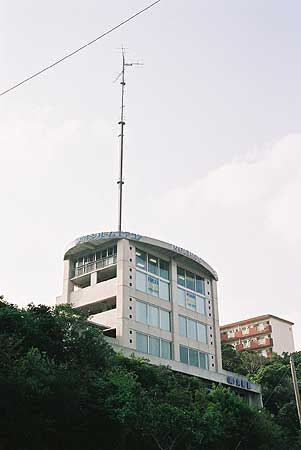
FM21

## 地理
浦添市の最東端に位置する。経塚・西原・当山・仲間、南で那覇市首里石嶺町、東側で中頭郡西原町幸地・徳佐田と接する。浦添市西部の都会的な雰囲気とは対照的であり、同市の中でも比較的多くの自然が残っている字であるが、近年は南地区においては区画整理事業があり、2019年10月1日に沖縄都市モノレールが延伸したことから、現在では道路の建設が多く行われている。

### 自治会
- 前田自治会
- 浦添グリーンハイツ自治会
- 前田公務員宿舎自治会
- 陽迎橋自治会

## 歴史

### 沿革
- 1974年　浦添グリーンハイツ建設。
- 1977年4月　浦添グリーンハイツ自治会が新設。
- 2004年11月29日　住居表示実施（前田一丁目、二丁目、三丁目、四丁目設置）。
- 2009年4月1日 陽迎橋自治会が新設。

## 交通

### 道路
- 沖縄県道38号浦添西原線
- 沖縄県道153号線
- 沖縄県道241号宜野湾南風原線
- 沖縄自動車道　※但し、同字にインターチェンジは存在しない

### 交差点
- 西原入口交差点

### バス
- 以下のバス停が存在。（ ）内の数字は下記路線のうち停車する系統を示す。

- - 幸地入口　（25、97、125、333）
  - 浦添前田駅　（56、256）
  - 前田入口　（25、56、125）
  - 前田名川原　（56、256）
  - 前田西入口　（56、256）
  - 西原入口　（25、56、97、125、256、333）※一部方向は西原町幸地に所在
  - てだこ浦西駅　（233、256、294、297）
- 上記のいずれかのバス停に停車する路線。路線詳細は沖縄本島のバス路線を参照。
  - 25番・那覇普天間線　（那覇バス）
  - 56番・浦添線　（琉球バス交通）
  - 97番・琉大（首里）線　（那覇バス）
  - 125番・普天間空港線　（那覇バス）
  - 233番・西原てだこ線　（那覇バス）
  - 256番・浦添てだこ線　（琉球バス交通）
  - 294番・てだこ琉大快速線　（那覇バス）
  - 297番・キャンパスバス　（那覇バス）※実証運行
  - 333番・糸満西原（末吉）線　（那覇バス）

### モノレール
- 2019年10月1日沖縄都市モノレールが延伸し、前田地区には浦添前田駅とてだこ浦西駅が設置。また経塚地区の玄関口である経塚駅も駅の住所上は前田地区に所在する。

## 施設

### 前田一丁目
- FM21放送局
- 前田国家公務員住宅・前田公務員宿舎自治会
- 前田自治会館

### 前田二丁目
- 浦添前田駅
- 浦添市消防本部
- ローソン浦添前田店
- 浦添前田市営住宅

### 前田三丁目
- てだこ浦西駅
- ドラゴン公園
- 聖公会ベッテルハイム教会

### 前田四丁目
- 浦添前田郵便局
- ファミリーマート浦添前田店

### 字前田
- 経塚駅
- 経塚共同調理場
- 沖縄国際センター
- 特別養護老人ホームありあけの里
- デイサービスセンター
- 柿の実保育園
- 浦添市立前田小学校
- 浦添市立前田幼稚園
- 浦添グリーンハイツ・浦添グリーンハイツ自治会

## 史跡
- ジングスク
- 玉城朝薫の墓